# Ellipteroides limbatus
Ellipteroides limbatus är en tvåvingeart som först beskrevs av Von Roser 1840.  Ellipteroides limbatus ingår i släktet Ellipteroides och familjen småharkrankar. Inga underarter finns listade i Catalogue of Life.